# Spanish International 1987
Die Spanish International 1987 im Badminton fanden vom 3. bis zum 5. Juli 1987 in El Escorial statt. Es war die achte Auflage der Spanish International, während die Ursprungsveranstaltung der Turnierserie, der Grand Prix of Vigo, eine Woche später bereits zum 14. Mal ausgetragen wurde. 

## Finalergebnisse
| Disziplin    | Sieger                            | Finalist                     | Ergebnis    |
| ------------ | --------------------------------- | ---------------------------- | ----------- |
| Herreneinzel | Rolf Aurin                        | Hans Werner Niesner          | 15–6, 15–11 |
| Dameneinzel  | Bettina Villars                   | Doris Gerstenkorn            | 11–9, 11–5  |
| Herrendoppel | Rolf Aurin Andreas Ruth           | Bernardo Gálmez Enrique Ruiz | 15–4, 15–7  |
| Damendoppel  | Doris Gerstenkorn Bettina Villars | María Gómez Aída Rodríguez   | 15–12, 15–4 |
| Mixed        | José Nascimento Margarida Infante | Victor Lapa M. Montenegro    | 15–5, 15–6  |